# Route 890 (Nouveau-Brunswick)
Pour les articles homonymes, voir Route 890.
La route 890 est une route locale du Nouveau-Brunswick, située dans le sud de la province. Elle traverse une région principalement boisée. De plus, elle mesure 41 kilomètres, et est pavée sur toute sa longueur. 

## Tracé
La route 890 débute au nord-est de Sussex, à la sortie 195 de la route 1. Elle commence par se diriger vers le nord, puis elle bifurque vers le nord-est pour suivre ainsi la rivière Crique Smith. Elle traverse ensuite Newtown et Cornhill, 12 kilomètres plus loin, où elle courbe légèrement vers l'est. Elle traverse une région plus vallonneuse jusqu'à Petitcodiac, où elle se termine dans le centre-ville, sur la route 106, le chemin Old Post. 

## Intersections principales
| route 890            |             |     |                                                      |                                             |
| Comté                | Location    | km  | Intersection/Destinations                            | Notes                                       |
| Comté de Kings       | Sussex      | 0   | R-1, Sussex centre, Saint Jean, Moncton              | sortie 195 de la 1; extrémité sud de la 890 |
| Comté de Kings       | Cornhill    | ~27 | chemin Country View sud, Anagance Ridge, Knightville |                                             |
| Comté de Westmorland | Petitcodiac | ~40 | R-885 nord, Havelock                                 |                                             |
| Comté de Westmorland | Petitcodiac | 41  | R-106, vers R-1 et R-2, Salisbury, Elgin, Moncton    | extrémité est de la 890                     |
| Bleu: Échangeur      |             |     |                                                      |                                             |